# Helen Haig-Brown
Helen Haig-Brown é uma cineasta da etnia indígena Chilcotin que trabalha principalmente com temas indígenas e das Primeiras Nações. Muitas dessas produções derivam de suas raízes maternas na Primeira Nação Chilcotin.

## Infância e educação
Helen Haig-Brown é da comunidade Yunesit'in da Nação Chilcotin na Colúmbia Britânica, Canadá. Ela é neta do naturalista Roderick Haig-Brown  e filha de Alan Haig-Brown. Ela se formou no programa Indigenous Independent Digital Filmmaking (IIDF)  na Universidade Capilano.

## Carreira no cinema
O drama curta-metragem de Haig-Brown ? E?Anx/The Cave recebeu financiamento do National Film Board e do BC Native Arts Counsel. Sendo selecionado para exibição no Festival de Cinema de Sundance de 2011 e na Berlinale 2010. Em 2009 o curta "? E?Anx" foi nomeado um dos dez melhores curtas-metragens canadenses pelo Festival Internacional de Cinema de Toronto.
Haig-Brown dirigiu vários documentários independentes, além de tambem atuar como diretora de fotografia. Ela contribuiu para a série da Knowledge Networks Our First Voices, com três trabalhos roteirizados e dirigidos além de atuar como diretora de fotografia nos trabalhos de colegas. Uma colaboração recente com sua tia, Dra. Celia Haig-Brown, da Universidade de York, resultou em Pelq'ilc, um relato dos programas de revitalização de idiomas da Nação Secwepemc . Seus trabalhos anteriores incluíram Su Naa (My Big Brother) (2005), o qual ela escreveu e dirigiu. Ela completou um longa-metragem, My Legacy, examinando o tema universal e pessoal das relações mãe-filha. O filme foi exibido no Victoria Film Festival, e foi exibido na Rede APTN em 2014. O filme é apoiado por uma página web interativa.
O filme Edge of the Knife, codirigido por Haig-Brown e Gwaai Edenshaw, estreou no Festival Internacional de Cinema de Toronto de 2018 . O filme foi nomeado para a lista dos dez melhores do Canadá em 2018, e a dupla ganhou o Vancouver Film Critics Circle Award de Melhor Diretor de um Filme Canadense .